# Куили Мурвони (Каљари)
Куили Мурвони је насеље у Италији у округу Каљари, региону Сардинија.
Према процени из 2011. у насељу је живело 15 становника. Насеље се налази на надморској висини од 49 м.